# Hydroporus dobrogeanus
Hydroporus dobrogeanus är en skalbaggsart som beskrevs av Ienistea 1962. Hydroporus dobrogeanus ingår i släktet Hydroporus och familjen dykare. Inga underarter finns listade i Catalogue of Life.